# La Boissière, Eure
 La Boissière là một xã thuộc tỉnh Eure trong vùng Normandie miền bắc nước Pháp.

## Huy hiệu
| Arms of La Boissière | The arms of La Boissière are blazoned: Azure, 2 horns in chief the dexter one contourny, and in base an escallop, argent. |